# Сан-Мигел-ду-Коту
Сан-Мигел-ду-Коту (порт. São Miguel do Couto) — район (фрегезия) в Португалии, входит в округ Порту. Является составной частью муниципалитета Санту-Тирсу. Находится в составе крупной городской агломерации Большой Порту. По старому административному делению входил в провинцию Дору-Литорал. Входит в экономико-статистический субрегион Аве, который входит в Северный регион. Население составляет 1222 человека на 2011 год. Занимает площадь 2,39 км².